# Paectes canescens
Paectes canescens är en fjärilsart som beskrevs av Willie Horace Thomas Tams 1935. Paectes canescens ingår i släktet Paectes och familjen nattflyn. Inga underarter finns listade i Catalogue of Life.